# Primera División 2011-2012 (Argentina)
La Primera División 2011-2012 è stata l'82ª edizione del massimo torneo calcistico argentino e la 22ª ad essere stata disputata con la formula dei tornei di Apertura e Clausura.

## Squadre partecipanti
Quilmes e Huracán, retrocesse nella stagione precedente, vengono rimpiazzate dalle neo-promosse Atlético de Rafaela e Unión, rispettivamente prima e seconda classificata in Primera B Nacional 2010-2011. La terza squadra promossa è il San Martín, che ha superato il Gimnasia La Plata nello spareggio promozione/retrocessione, mentre la quarta squadra è il Belgrano che ha superato il River Plate nello spareggio promozione/retrocessione costringendo il club più titolato d'Argentina alla prima retrocessione della sua storia.
| Squadra            | Città        |
| ------------------ | ------------ |
| All Boys           | Buenos Aires |
| Argentinos Juniors | Buenos Aires |
| Atlético Rafaela   | Rafaela      |
| Arsenal Sarandí    | Sarandí      |
| Banfield           | Banfield     |
| Belgrano           | Cordoba      |
| Boca Juniors       | Buenos Aires |
| Colón (SF)         | Santa Fe     |
| Estudiantes (LP)   | La Plata     |
| Godoy Cruz         | Godoy Cruz   |

| Squadra           | Città        |
| ----------------- | ------------ |
| Independiente     | Avellaneda   |
| Lanús             | Lanús        |
| Newell's Old Boys | Rosario      |
| Olimpo            | Bahía Blanca |
| Racing Club       | Avellaneda   |
| San Lorenzo       | Buenos Aires |
| San Martín (SJ)   | San Juan     |
| Tigre             | Victoria     |
| Unión (SF)        | Santa Fe     |
| Vélez Sarsfield   | Buenos Aires |

## Torneo Apertura
Il torneo Apertura 2011 è iniziato il 7 agosto 2011 e si è concluso il 12 dicembre con la vittoria del Boca Juniors. 
In base alla classifica dell'anno 2011 che somma i punti ottenuti nei tornei Clausura 2011 e Apertura 2011, si qualificano per la fase a gironi della Copa Libertadores del 2012 il Vélez Sársfield vincitore del torneo Clausura 2011, il Boca Juniors vincitore del torneo Apertura 2011, il Lanús terzo classificato, e il Godoy Cruz quarto classificato, mentre l'Arsenal Sarandí partirà dal turno preliminare, in quanto migliore squadra argentina nella Copa Sudamericana 2011 fra quelle non ancora qualificate alla Libertadores 2012.

### Classifica finale
Aggiornata al 4 febbraio 2012
|  | Pos. | Squadra            | Pt | G  | V  | N  | P  | GF | GS | DR  |
|  | ---- | ------------------ | -- | -- | -- | -- | -- | -- | -- | --- |
|  | 1.   | Boca Juniors       | 43 | 19 | 12 | 7  | 0  | 25 | 6  | +19 |
|  | 2.   | Racing Club        | 31 | 19 | 7  | 10 | 2  | 16 | 8  | +8  |
|  | 3.   | Vélez Sarsfield    | 31 | 19 | 9  | 4  | 6  | 22 | 17 | +5  |
|  | 4.   | Belgrano           | 31 | 19 | 8  | 7  | 4  | 21 | 16 | +5  |
|  | 5.   | Colón (SF)         | 31 | 19 | 8  | 7  | 4  | 19 | 15 | +4  |
|  | 6.   | Lanús              | 29 | 19 | 7  | 8  | 4  | 20 | 14 | +6  |
|  | 7.   | Tigre              | 27 | 19 | 7  | 6  | 6  | 22 | 19 | +3  |
|  | 8.   | Independiente      | 27 | 19 | 7  | 6  | 6  | 18 | 17 | +1  |
|  | 9.   | San Martín (SJ)    | 26 | 19 | 6  | 8  | 5  | 17 | 14 | +3  |
|  | 10.  | Atlético Rafaela   | 26 | 19 | 8  | 2  | 9  | 22 | 26 | -4  |
|  | 11.  | Unión (SF)         | 25 | 19 | 6  | 7  | 6  | 14 | 18 | -4  |
|  | 12.  | Godoy Cruz         | 24 | 19 | 6  | 6  | 7  | 28 | 24 | +4  |
|  | 13.  | Arsenal Sarandí    | 24 | 19 | 6  | 6  | 7  | 21 | 20 | +1  |
|  | 14.  | Estudiantes (LP)   | 23 | 19 | 6  | 5  | 8  | 24 | 24 | 0   |
|  | 15.  | Argentinos Juniors | 22 | 19 | 5  | 7  | 7  | 18 | 24 | -6  |
|  | 16.  | All Boys           | 21 | 19 | 4  | 9  | 6  | 15 | 23 | -8  |
|  | 17.  | San Lorenzo        | 19 | 19 | 5  | 4  | 10 | 13 | 19 | -6  |
|  | 18.  | Newell's Old Boys  | 16 | 19 | 1  | 13 | 5  | 13 | 18 | -5  |
|  | 19.  | Olimpo             | 16 | 19 | 2  | 10 | 7  | 15 | 25 | -10 |
|  | 20.  | Banfield           | 11 | 19 | 3  | 2  | 14 | 13 | 29 | -16 |

### Classifica marcatori
Aggiornata al 13 dicembre 2011
| Gol | Rigori |  | Giocatore         | Squadra            |
| --- | ------ |  | ----------------- | ------------------ |
| 12  |        |  | Rubén Ramírez     | Godoy Cruz         |
| 7   |        |  | Mauro Matos       | All Boys           |
| 7   | 1      |  | Santiago Salcedo  | Argentinos Juniors |
| 7   |        |  | César Pereyra     | Belgrano           |
| 6   | 3      |  | Darío Gandín      | Atlético Rafaela   |
| 6   | 2      |  | Alexis Castro     | Atlético Rafaela   |
| 6   |        |  | Martín Rolle      | Olimpo             |
| 6   | 2      |  | Teófilo Gutiérrez | Racing Club        |
| 6   |        |  | Facundo Ferreyra  | Banfield           |

## Torneo Clausura
Il Torneo Clausura 2012 è cominciato il 10 febbraio e si è concluso il 24 giugno con la vittoria per la prima volta nella sua storia dell'Arsenal Sarandí che ottiene anche la qualificazione alla Coppa Libertadores del 2013.

### Classifica finale
Aggiornata al 24 giugno 2012
|  | Pos. | Squadra            | Pt | G  | V  | N  | P  | GF | GS | DR  |
|  | ---- | ------------------ | -- | -- | -- | -- | -- | -- | -- | --- |
|  | 1.   | Arsenal Sarandí    | 38 | 19 | 11 | 5  | 3  | 30 | 15 | +15 |
|  | 2.   | Tigre              | 36 | 19 | 10 | 6  | 3  | 29 | 15 | +14 |
|  | 3.   | Vélez Sarsfield    | 33 | 19 | 9  | 6  | 4  | 26 | 15 | +11 |
|  | 4.   | Boca Juniors       | 33 | 19 | 9  | 6  | 4  | 30 | 20 | +10 |
|  | 5.   | All Boys           | 33 | 19 | 9  | 6  | 4  | 21 | 13 | +8  |
|  | 6.   | Newell's Old Boys  | 32 | 19 | 9  | 5  | 5  | 26 | 19 | +7  |
|  | 7.   | Colón (SF)         | 29 | 19 | 7  | 8  | 4  | 24 | 18 | +6  |
|  | 8.   | Argentinos Juniors | 27 | 19 | 7  | 6  | 6  | 17 | 15 | +2  |
|  | 9.   | Estudiantes (LP)   | 27 | 19 | 7  | 6  | 6  | 23 | 24 | -1  |
|  | 10.  | Lanús              | 26 | 19 | 7  | 5  | 7  | 19 | 18 | +1  |
|  | 11.  | Unión (SF)         | 25 | 19 | 5  | 10 | 4  | 21 | 20 | +1  |
|  | 12.  | San Lorenzo        | 25 | 19 | 6  | 7  | 6  | 22 | 23 | -1  |
|  | 13.  | Atlético Rafaela   | 24 | 19 | 6  | 6  | 7  | 26 | 24 | +2  |
|  | 14.  | Belgrano           | 24 | 19 | 6  | 6  | 7  | 17 | 20 | -3  |
|  | 15.  | San Martín (SJ)    | 22 | 19 | 6  | 4  | 9  | 21 | 29 | -8  |
|  | 16.  | Independiente      | 20 | 19 | 5  | 5  | 9  | 22 | 28 | -6  |
|  | 17.  | Racing Club        | 19 | 19 | 5  | 4  | 10 | 19 | 27 | -8  |
|  | 18.  | Godoy Cruz         | 14 | 19 | 2  | 8  | 9  | 11 | 25 | -14 |
|  | 19.  | Olimpo             | 13 | 19 | 3  | 4  | 12 | 20 | 34 | -14 |
|  | 20.  | Banfield           | 11 | 19 | 2  | 5  | 12 | 15 | 37 | -22 |

### Classifica marcatori
Aggiornata al 24 giugno 2012
| Gol | Rigori |  | Giocatore         | Squadra          |
| --- | ------ |  | ----------------- | ---------------- |
| 12  |        |  | Carlos Luna       | Tigre            |
| 8   | 1      |  | Gastón Caprari    | San Martín (SJ)  |
| 7   |        |  | Emanuel Gigliotti | San Lorenzo      |
| 7   | 5      |  | Darío Gandín      | Atlético Rafaela |
| 7   |        |  | Mariano Pavone    | Lanús            |
| 7   |        |  | Ernesto Farías    | Independiente    |
| 7   |        |  | Esteban Fuertes   | Colón (SF)       |

## Retrocessioni
Retrocedono in Primera B Nacional le due squadre con la peggior media punti. La terzultima e la quartultima giocano uno spareggio promozione/retrocessione con la terza e la quarta della Primera B Nacional.
| #  | Squadra            | 2009–10 | 2010–11 | 2011–12 | Totale Punti | G   | Media Punti |
| -- | ------------------ | ------- | ------- | ------- | ------------ | --- | ----------- |
| 1  | Vélez Sarsfield    | 61      | 82      | 64      | 207          | 114 | 1.816       |
| 2  | Estudiantes (LP)   | 71      | 69      | 50      | 190          | 114 | 1.667       |
| 3  | Lanús              | 60      | 63      | 55      | 178          | 114 | 1.561       |
| 4  | Boca Juniors       | 47      | 53      | 76      | 176          | 114 | 1.544       |
| 5  | Argentinos Juniors | 73      | 54      | 49      | 176          | 114 | 1.544       |
| 6  | Arsenal Sarandí    | 46      | 57      | 62      | 165          | 114 | 1.447       |
| 7  | Belgrano           | 0       | 0       | 55      | 55           | 38  | 1.447       |
| 8  | Colón (SF)         | 55      | 47      | 60      | 162          | 114 | 1.421       |
| 9  | Newell's Old Boys  | 69      | 42      | 48      | 159          | 114 | 1.395       |
| 10 | Independiente      | 68      | 43      | 47      | 158          | 114 | 1.386       |
| 11 | All Boys           | 0       | 51      | 54      | 105          | 76  | 1.382       |
| 12 | Godoy Cruz         | 53      | 63      | 38      | 154          | 114 | 1.351       |
| 13 | Unión (SF)         | 0       | 0       | 50      | 50           | 38  | 1.316       |
| 14 | Atlético Rafaela   | 0       | 0       | 50      | 50           | 38  | 1.316       |
| 15 | Racing Club        | 46      | 52      | 50      | 148          | 114 | 1.298       |
| 16 | Tigre              | 32      | 50      | 63      | 145          | 114 | 1.272       |
| 17 | San Martín (SJ)    | 0       | 0       | 48      | 48           | 38  | 1.263       |
| 18 | San Lorenzo        | 52      | 47      | 44      | 143          | 114 | 1.254       |
| 19 | Banfield           | 73      | 47      | 22      | 142          | 114 | 1.246       |
| 20 | Olimpo             | 0       | 48      | 29      | 77           | 76  | 1.013       |

### Retrocessione
| Squadra 1                          | Totale                             | Squadra 2                          | Andata                             | Ritorno                            |
| Retrocessione/promozione playoff 1 | Retrocessione/promozione playoff 1 | Retrocessione/promozione playoff 1 | Retrocessione/promozione playoff 1 | Retrocessione/promozione playoff 1 |
| ---------------------------------- | ---------------------------------- | ---------------------------------- | ---------------------------------- | ---------------------------------- |
| Rosario Central                    | 0 - 0                              | San Martín (SJ)                    | 0 - 0                              | 0 - 0                              |
| Retrocessione/promozione playoff 2 |                                    |                                    |                                    |                                    |
| Instituto (C)                      | 1 - 3                              | San Lorenzo                        | 0 - 2                              | 1 - 1                              |

### Verdetti
- Banfield e  Olimpo retrocedono in Primera B Nacional.
- San Lorenzo e  San Martín (SJ) restano in Primera División.
- River Plate e  Quilmes promosse in Primera División.

Aggiornato al 1º luglio 2012. Fonte: AFA